# Pilatus PC-6
Pilatus PC-6 – wielozadaniowy samolot transportowy, produkowany w latach 1959-2019. Używany w wielu krajach, zarówno jako samolot cywilny, jak i wojskowy.